# David Gauthier
David Gauthier, född 10 september 1932 i Toronto, Ontario, död 9 november 2023, var en kanadensisk-amerikansk filosof och kolumnist som blivit känd för sin bok Morals by Agreement från 1986 vari han presenterar en Hobbes-inspirerad kontraktualistisk moralteori.

## Biografi
David Gauthier föddes i Toronto år 1932. Han utbildades i filosofi vid universiteten i Toronto, Harvard och Oxford. År 1961 fick han sin doktorandexamen i filosofi och år 1986 blev han professor i Pittsburgh där han sedan 1983 tjänstgjort som prefekt för den filosofiska fakulteten. Idag är han professor emeritus och har författat flera filosofiska artiklar och tre böcker.
Bortsett från sitt bidrag till moralfilosofin har Gauthiers huvudsakliga filosofiska intresse legat i att skriva om den politiska filosofins historia med fokus på sina influenser Hobbes och Rousseau.

## Filosofi
Gauthiers avsikt i boken Morals By Agreement är att grunda moralen i förnuftet och därmed motbevisa de moraliska skepticisterna. Gauthier antar i sin teori att mänskligheten inte kan ha en naturlig intresseharmoni såsom den Rousseau förespråkat, men menar ändå att samarbete mellan individer leder till deras ömsesidiga förtjänst. Därför är en moralisk behärskning av självintresset enligt Gauthier nödvändig för att lyckas undvika de "fångens dilemma"-situationer som han menar oundvikligen uppstår som en följd av dessa samarbeten. Gauthier försöker också rättfärdiga denna moral genom en liknelse av den med en överenskommelse om rationella regler som varje involverad part går med på för sin egen skull.